# Butyriboletus
Butyriboletus är ett släkte av soppar tillhörande familjen Boletaceae som på molekylärfylogenetisk grund beskrevs av David Arora och Jonathan Frank 2014 för att inrymma sex nybeskrivna arter plus åtta som tidigare fördes till Boletus. Därefter har några helt nybeskrivna arter tillkommit plus att ytterligare arter förts över från Boletus. Namnet har bildats genom tillägg av prefixet butyri-, från latin butyrum (smör), och syftar på den gula färgen hos foten, köttet och porerna. På engelska kallas typarten bronssopp för "butter bolete" ("smörsopp" - ett namn som på svenska används för Suillus luteus).

## Kännetecken
Hatthuden är hos de flesta arter röd till brun och blånar ej vid beröring. Hos de flesta arter är porerna är gula och foten är gul. Den helröda arten B. frostii är ett undantag. Smak vanligen mild och flera arter används som matsvamp.

## Arter
- Butyriboletus abieticola
- Bronssopp Butyriboletus appendiculatus
- Butyriboletus autumniregius sp.nov. 2014
- Butyriboletus brunneus
- Butyriboletus cepaeodoratus
- Sommarsopp Butyriboletus fechtneri
- Butyriboletus floridanus
- Butyriboletus frostii
- Butyriboletus fuscoroseus
- Butyriboletus hainanensis sp.nov. 2016
- Butyriboletus loyo
- Butyriboletus peckii
- Butyriboletus persolidus sp.nov. 2014
- Butyriboletus primiregius sp.nov. 2014
- Butyriboletus pseudoregius
- Butyriboletus pseudospeciosus sp.nov. 2016
- Butyriboletus pulchriceps
- Butyriboletus querciregius sp.nov. 2014
- Butyriboletus regius
- Butyriboletus roseoflavus
- Butyriboletus roseogriseus
- Butyriboletus roseopurpureus
- Butyriboletus sanicibus sp.nov. 2014
- Butyriboletus subappendiculatus
- Butyriboletus subsplendidus
- Butyriboletus taughannockensis sp.nov. 2017
- Butyriboletus ventricosus
- Butyriboletus vicibus sp.nov. 2014

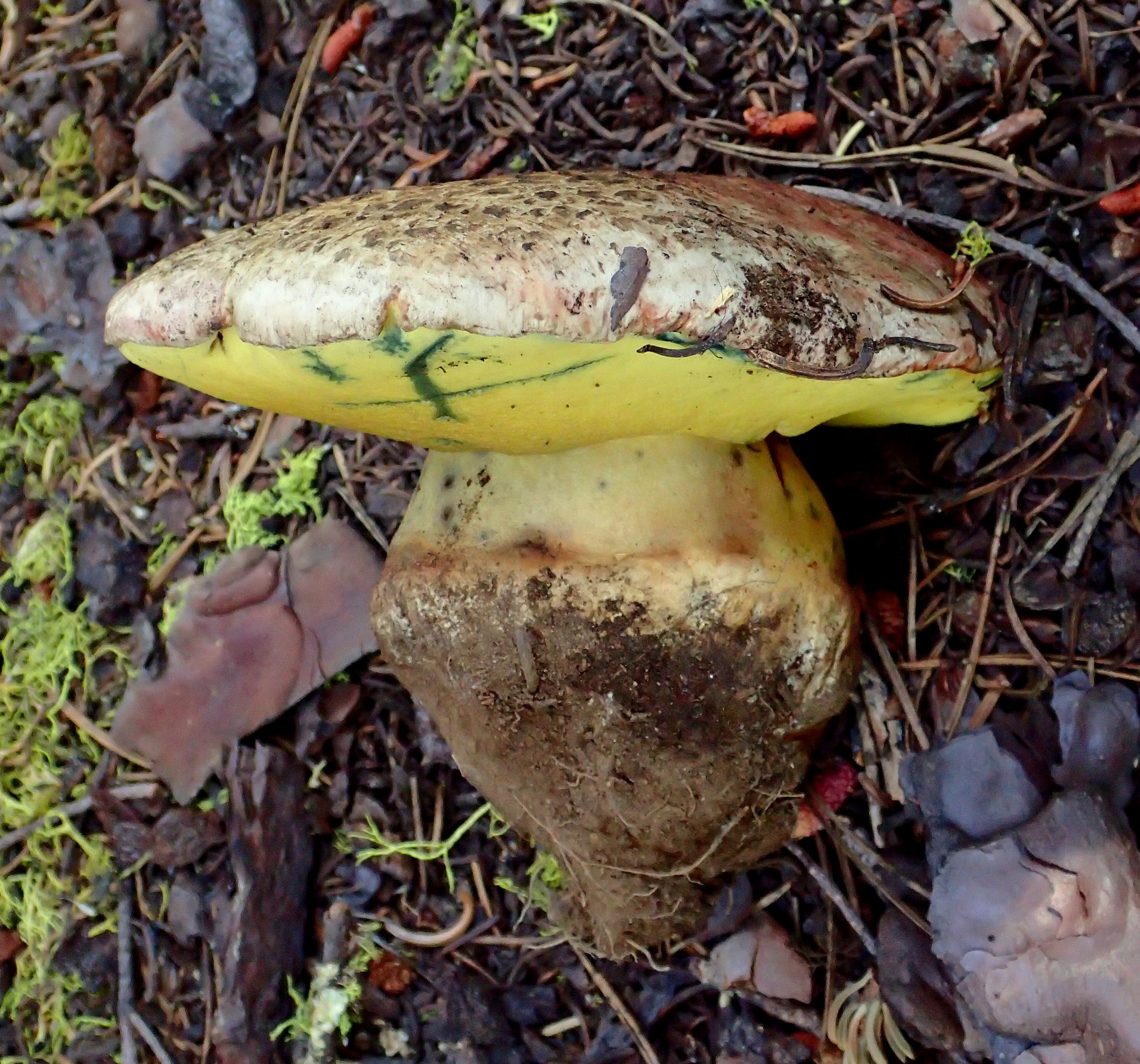
Butyriboletus abieticola
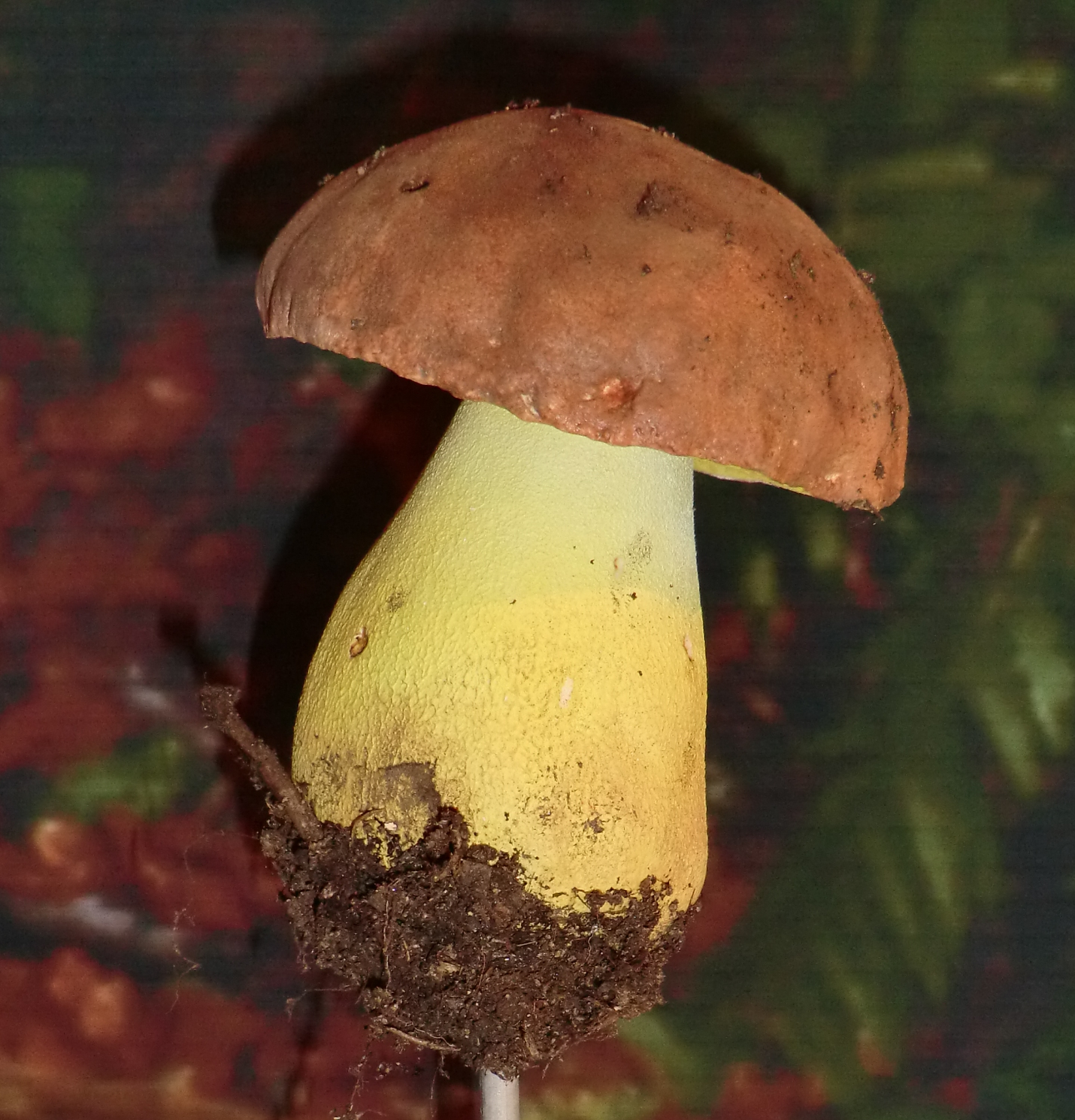
Butyriboletus appendiculatus Bronssopp
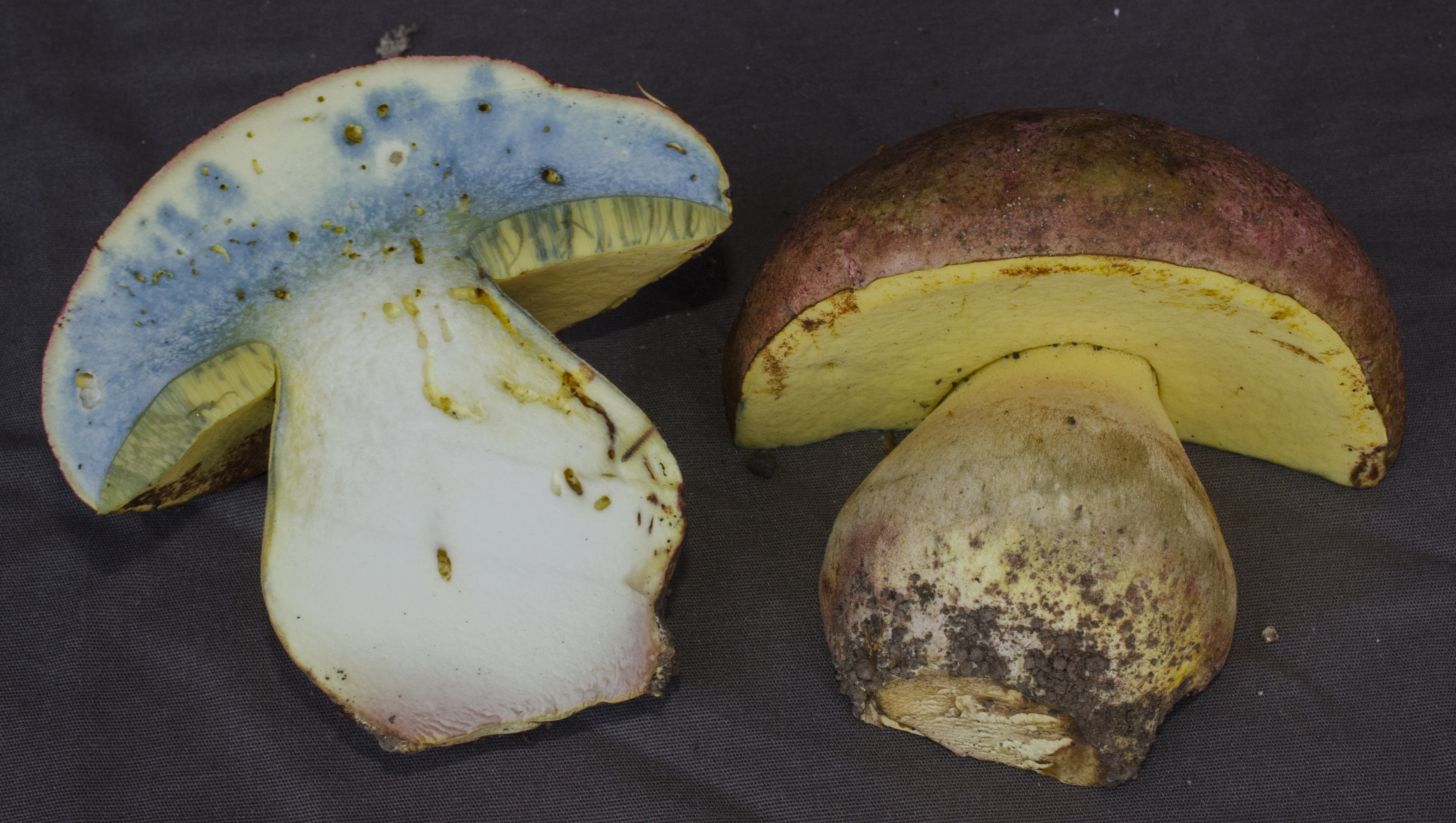
Butyriboletus autumniregius
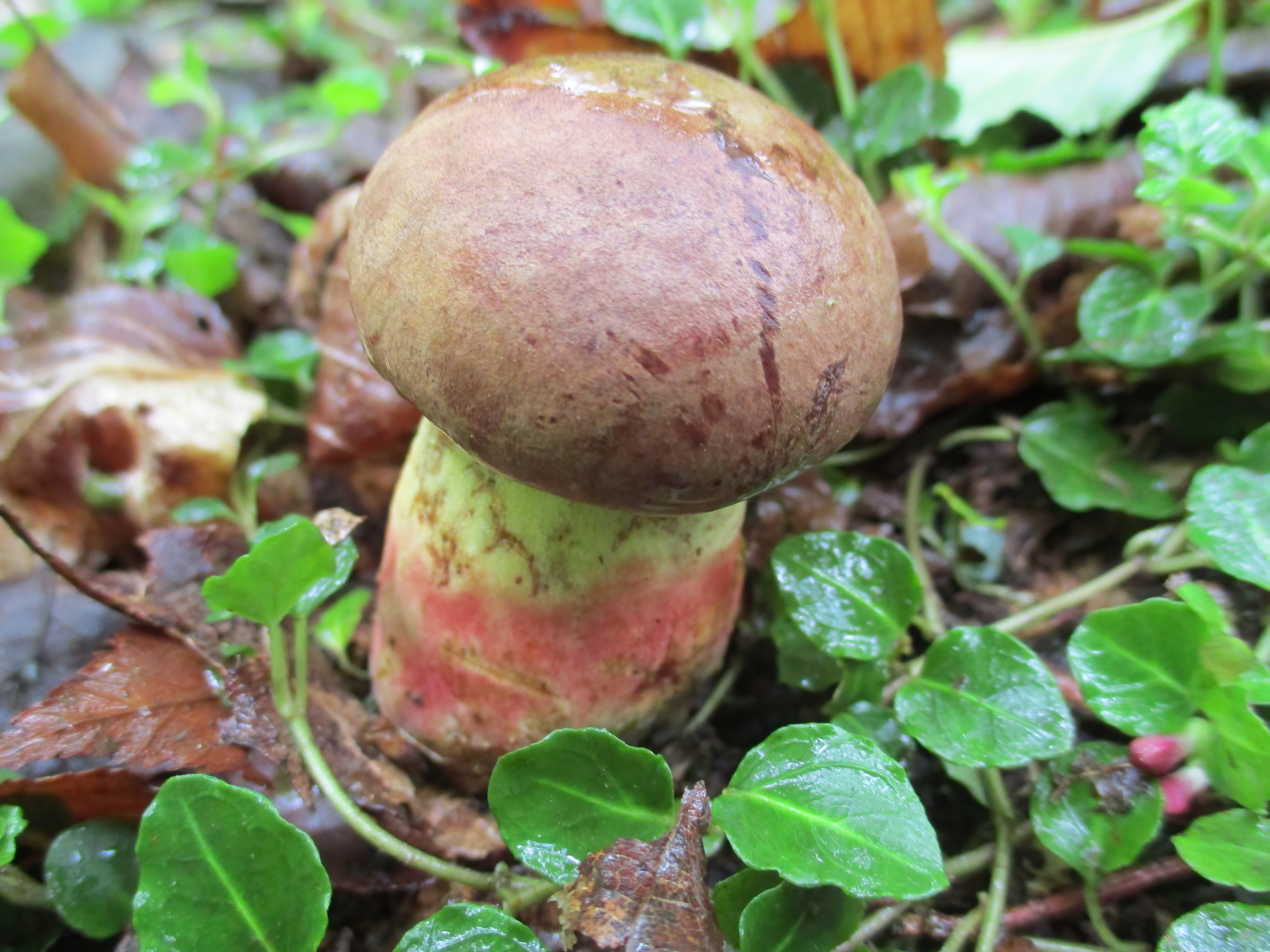
Butyriboletus brunneus
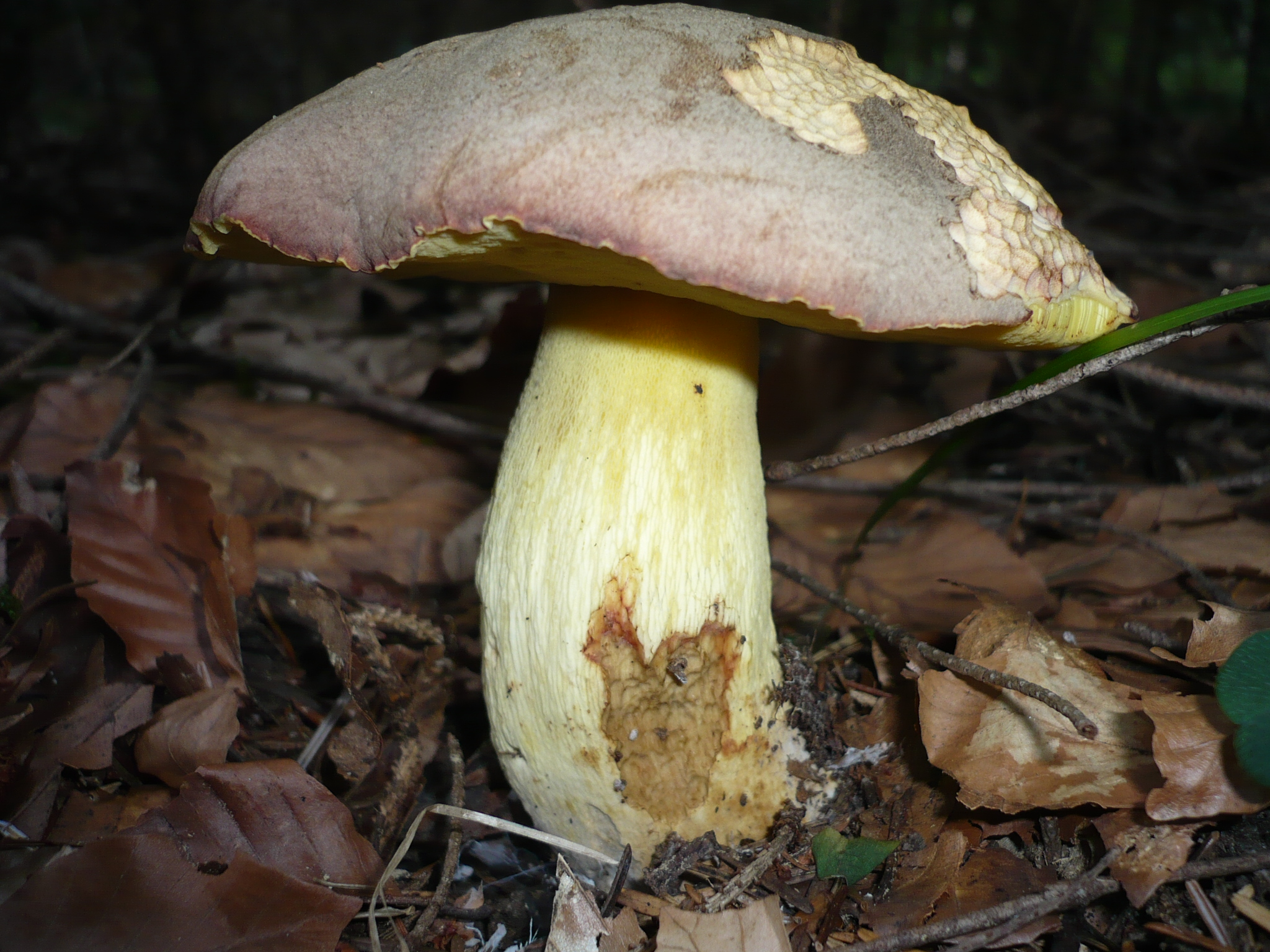
Butyriboletus fechtneri Sommarsopp
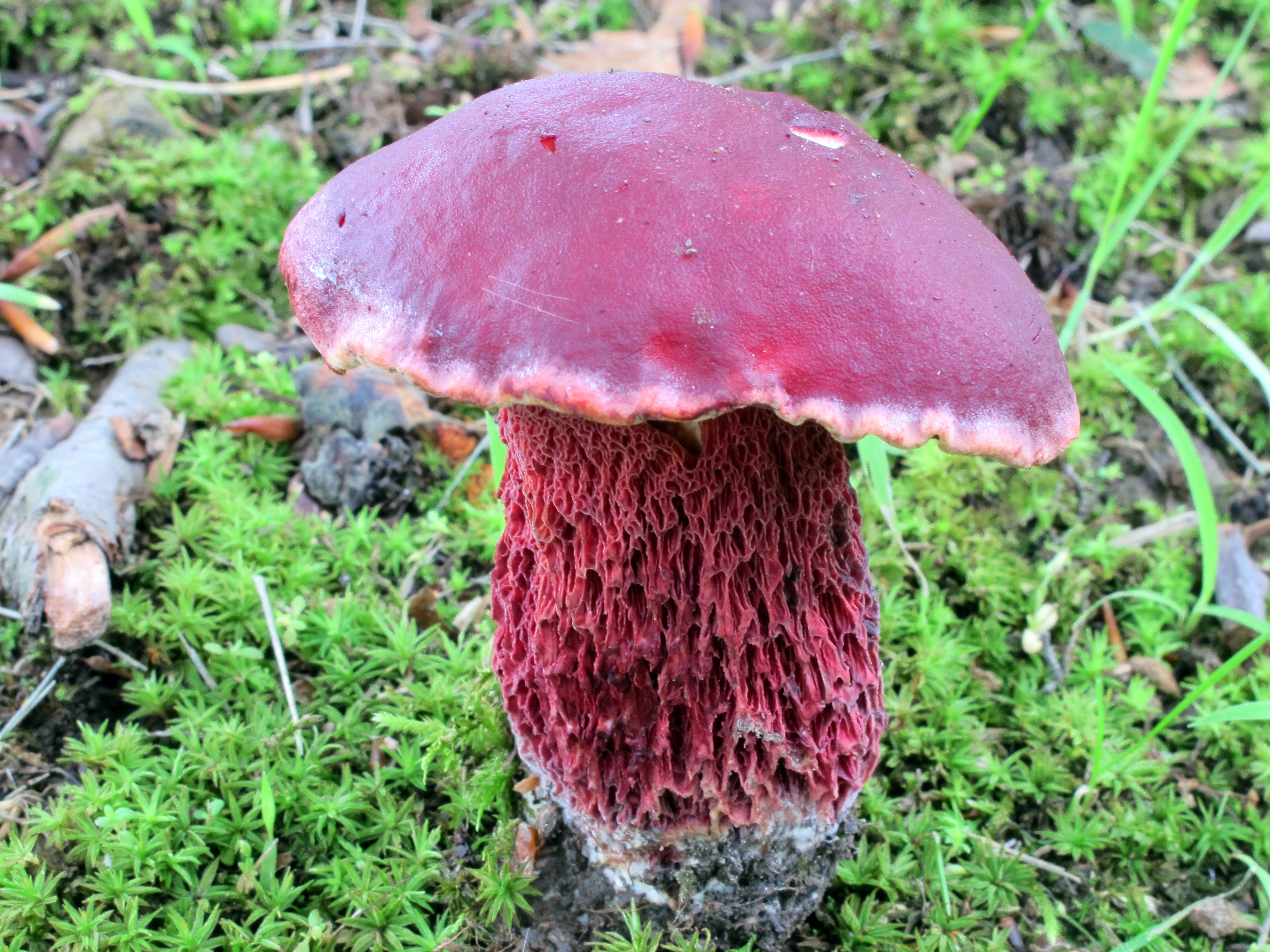
Butyriboletus frostii
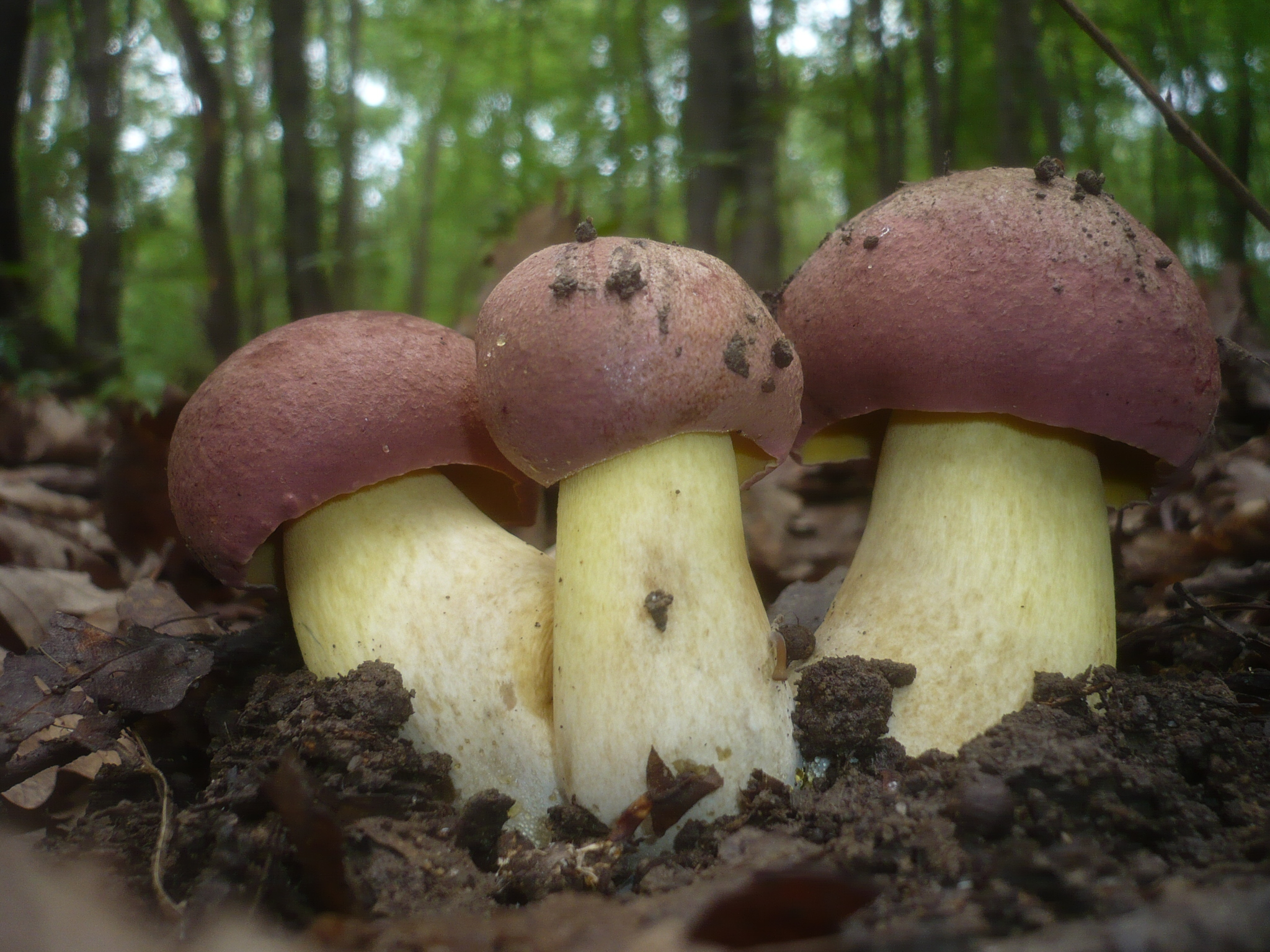
Butyriboletus fuscoroseus
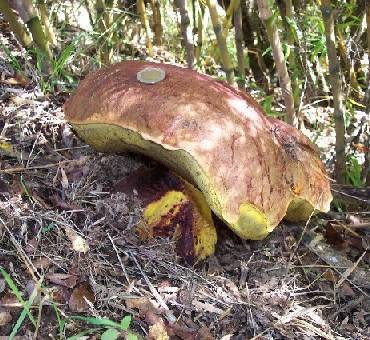
Butyriboletus loyo
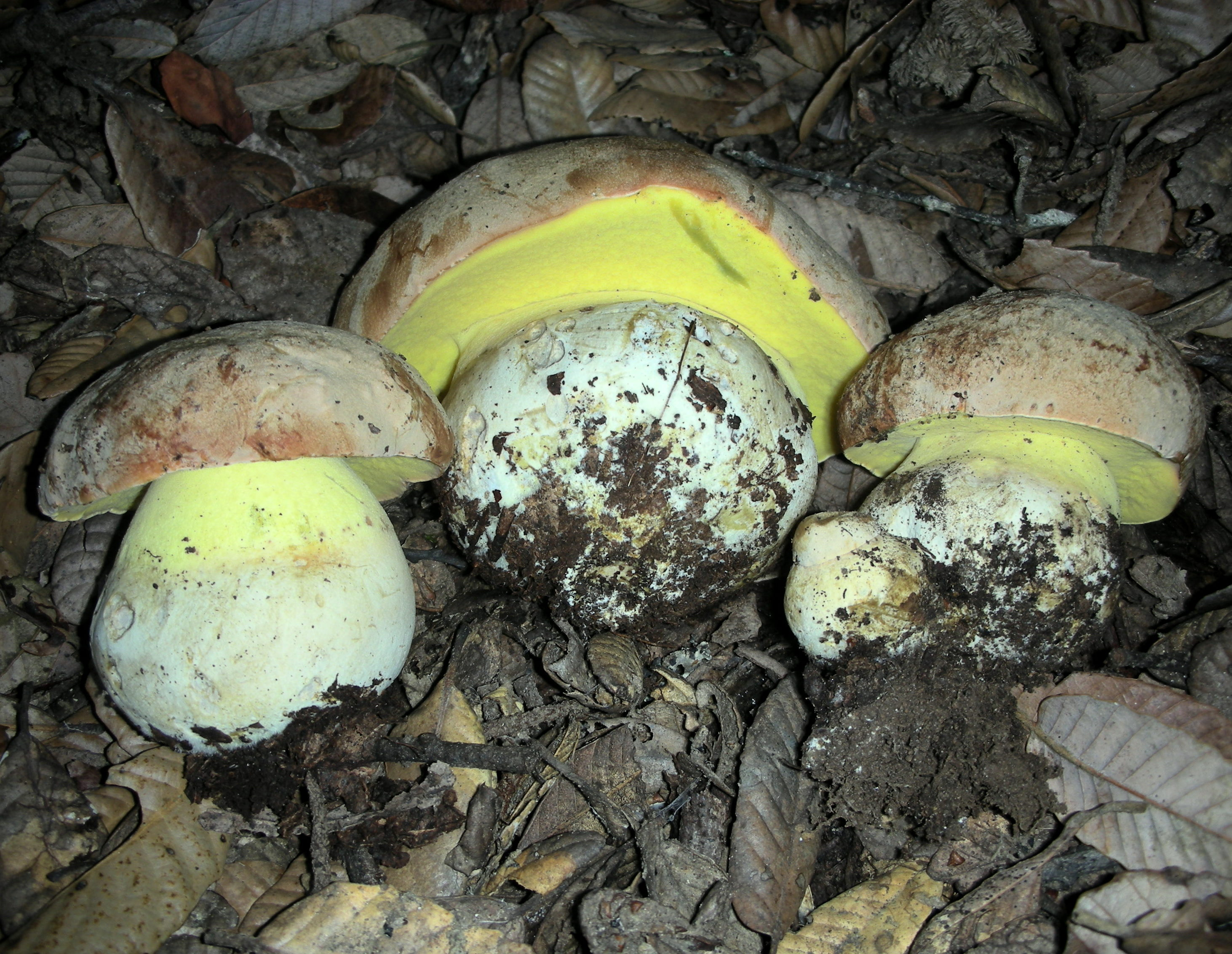
Butyriboletus persolidus
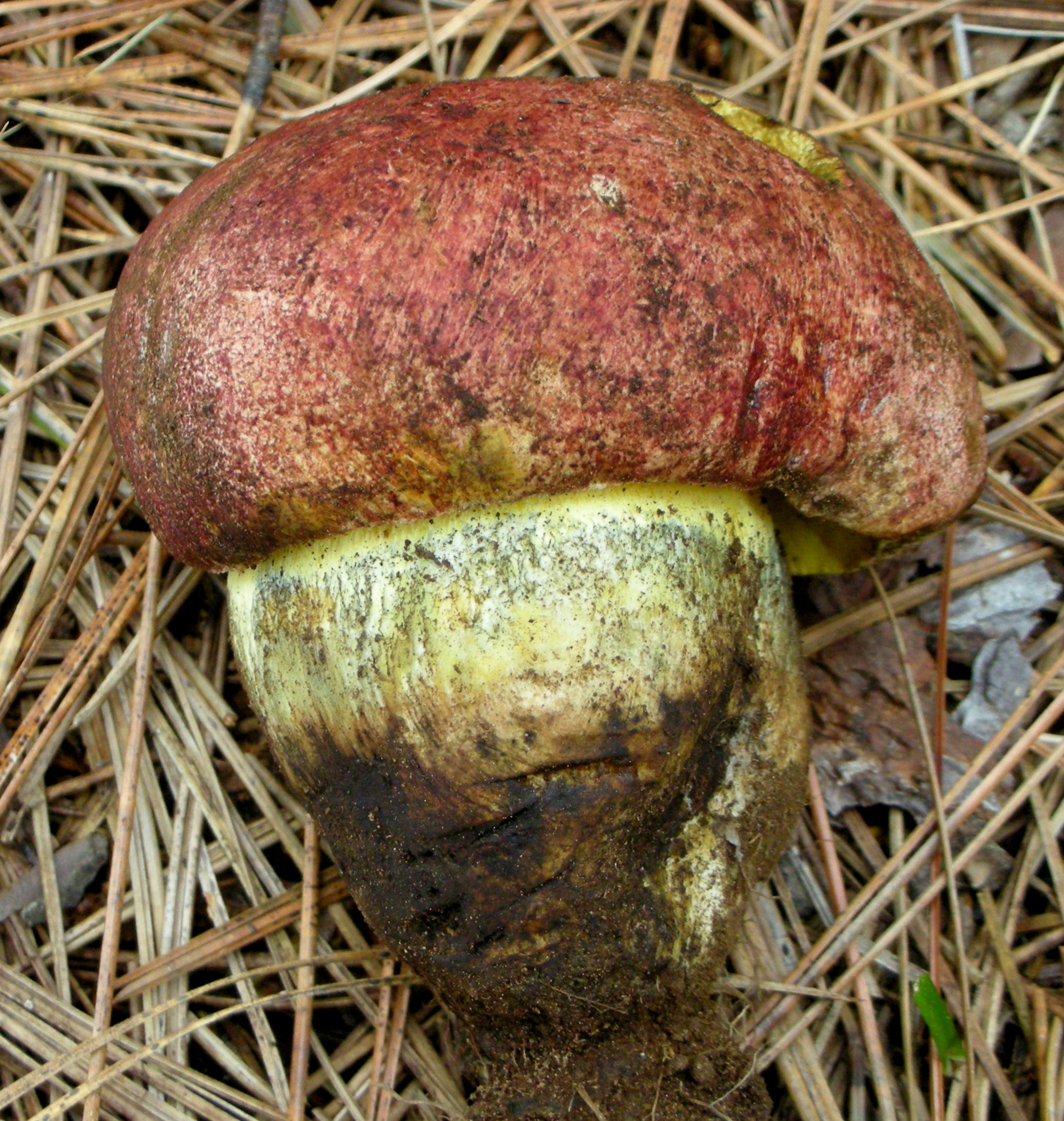
Butyriboletus primiregius¨
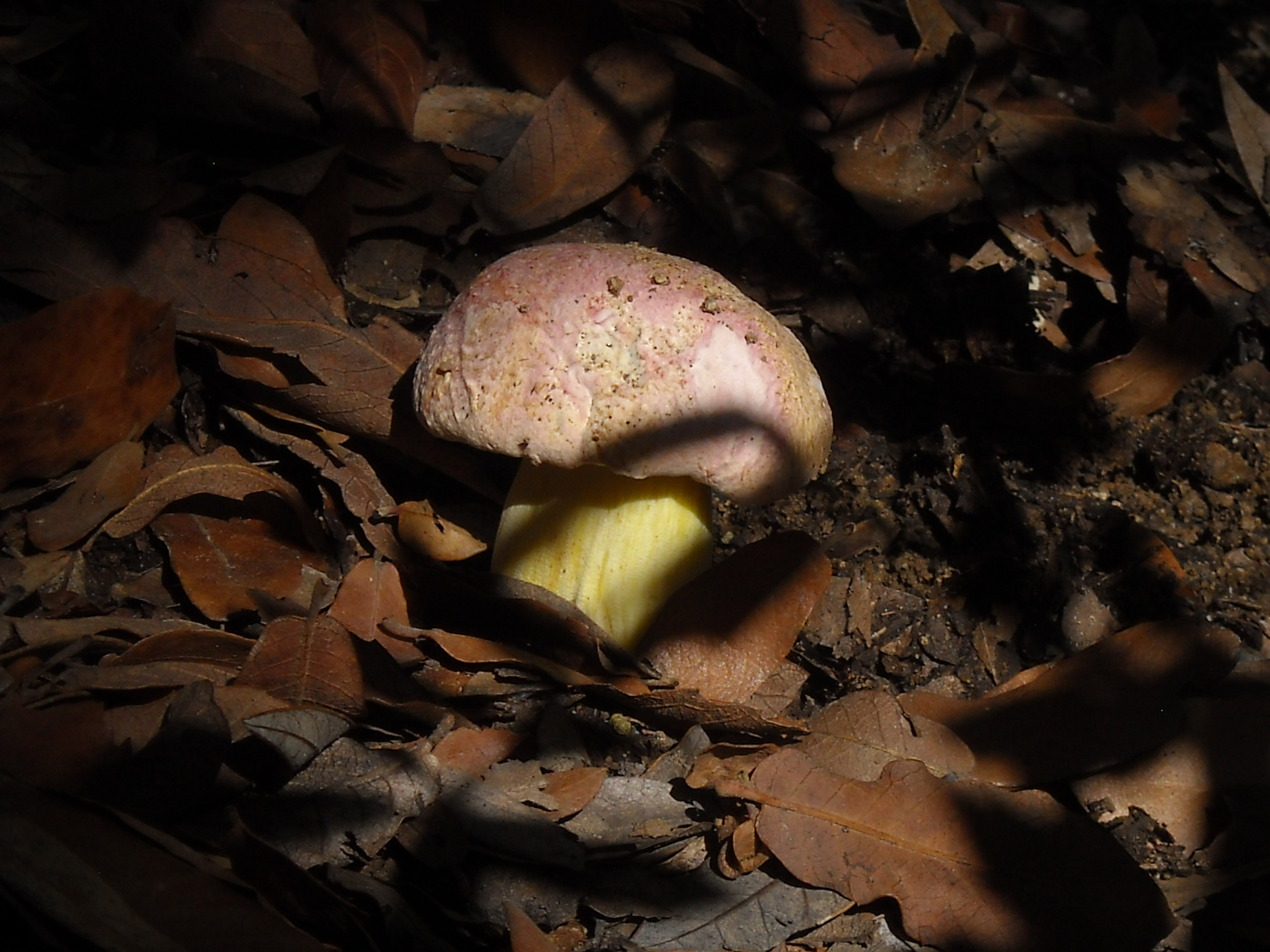
Butyriboletus pulchriceps
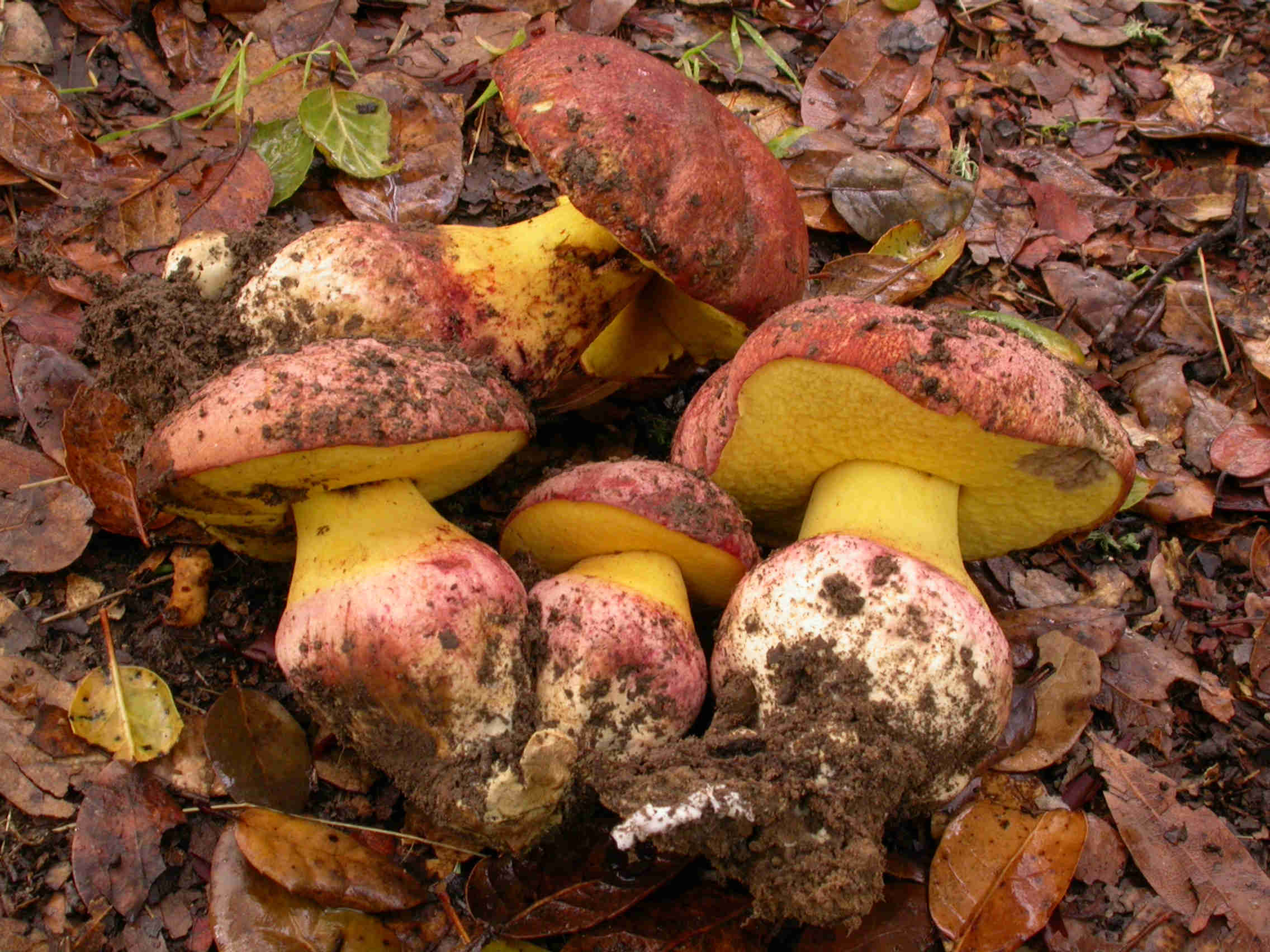
Butyriboletus querciregius
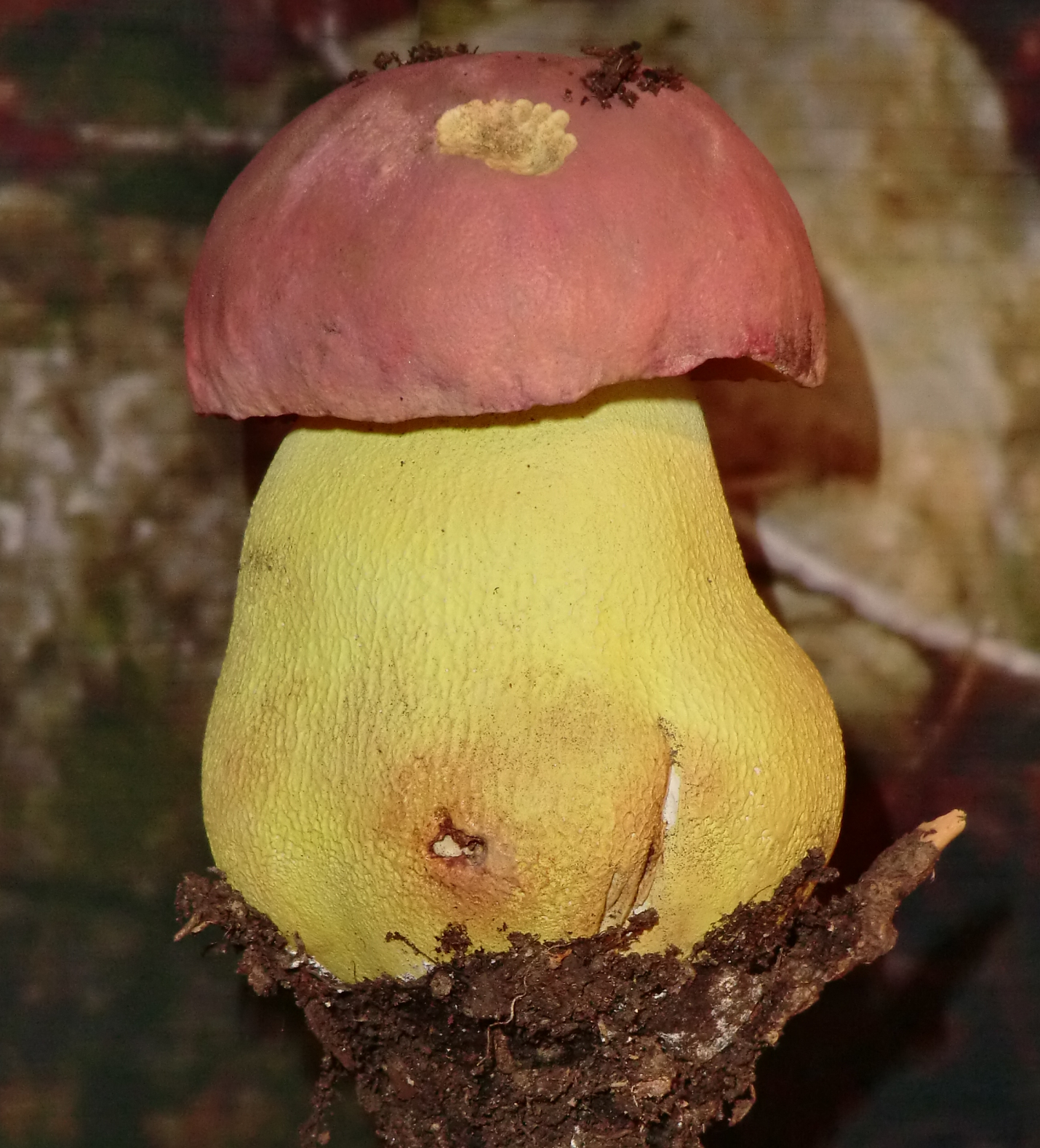
Butyriboletus regius
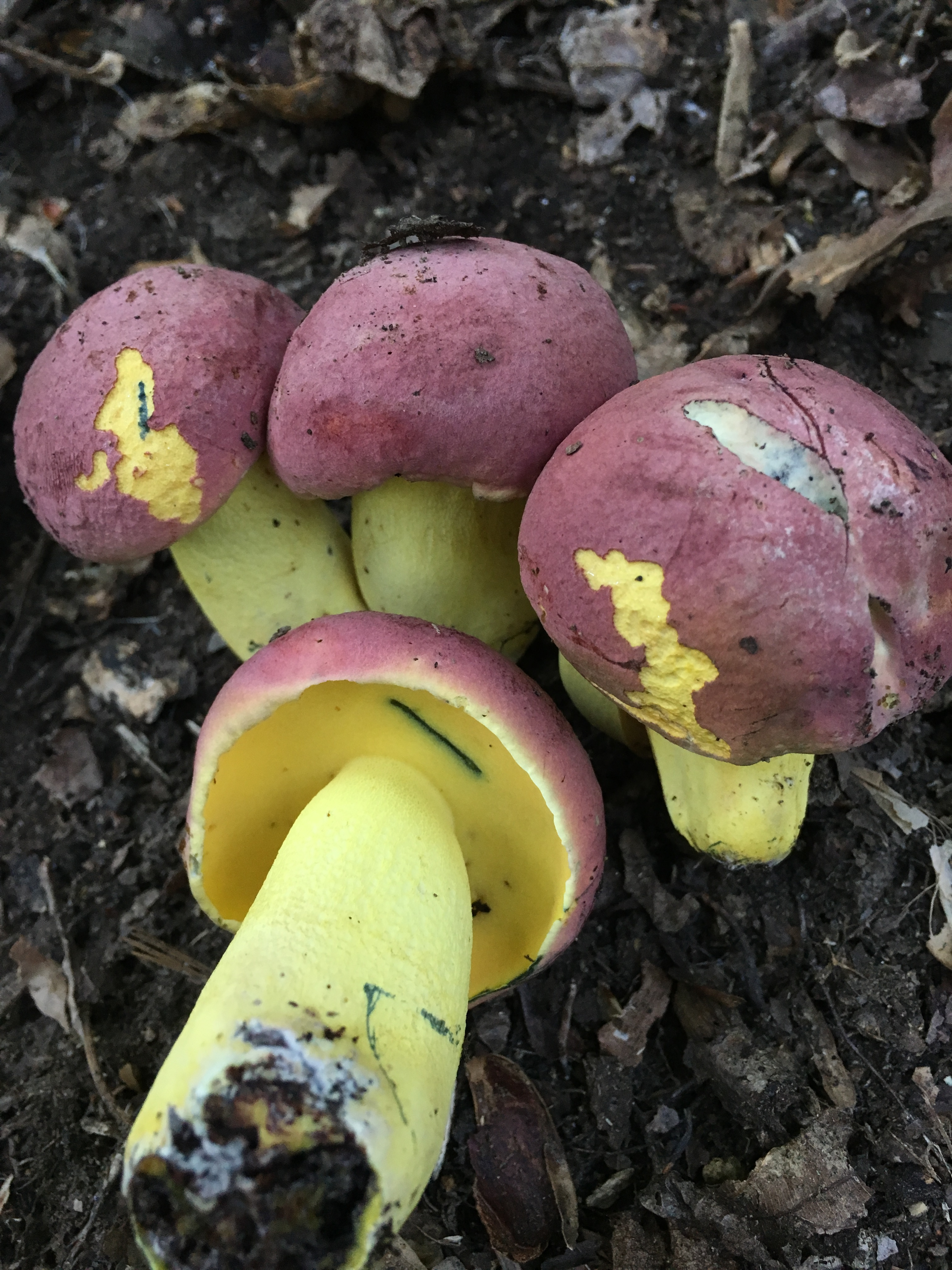
Butyriboletus roseopurpureus
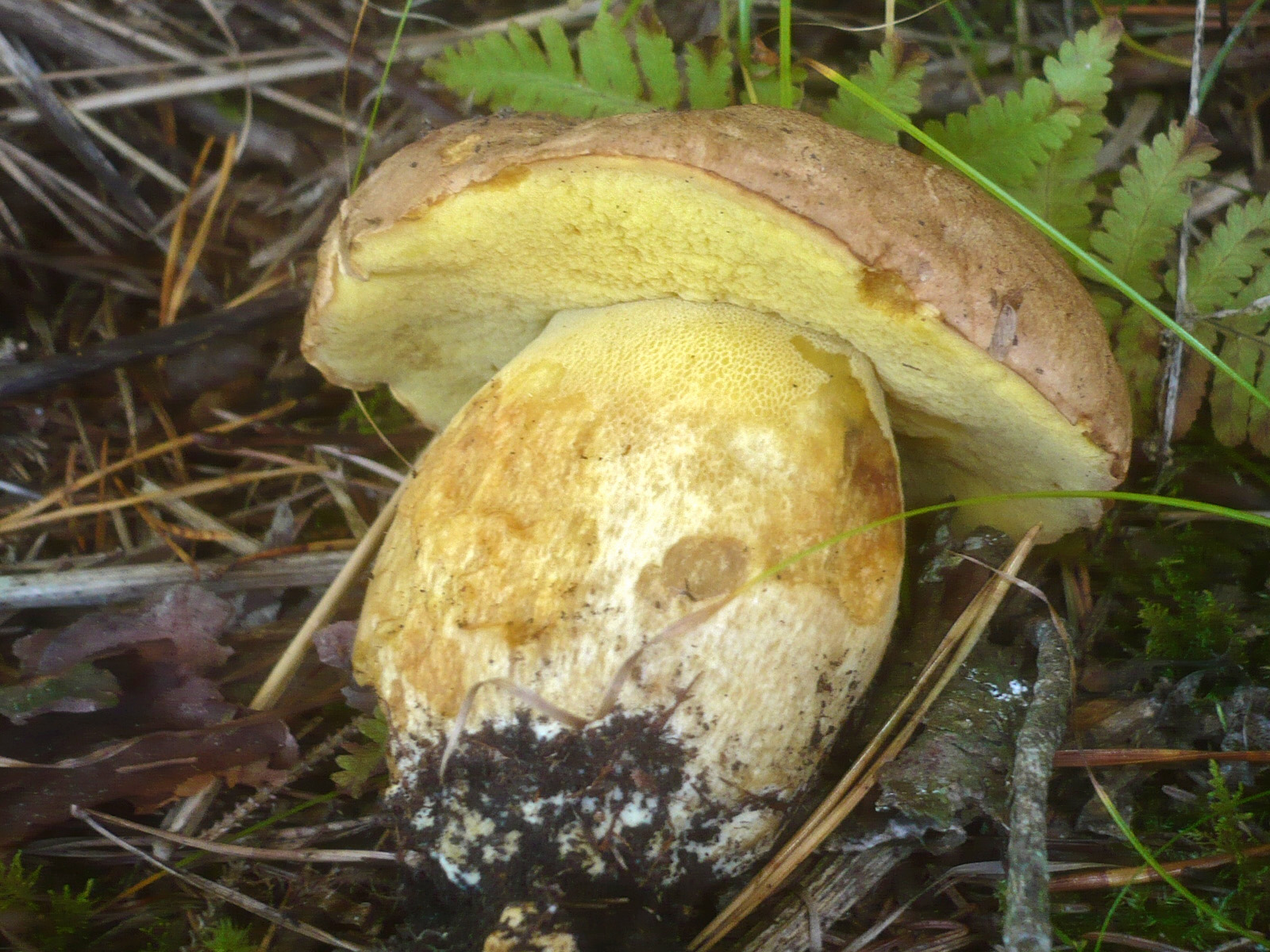
Butyriboletus subappendiculatus
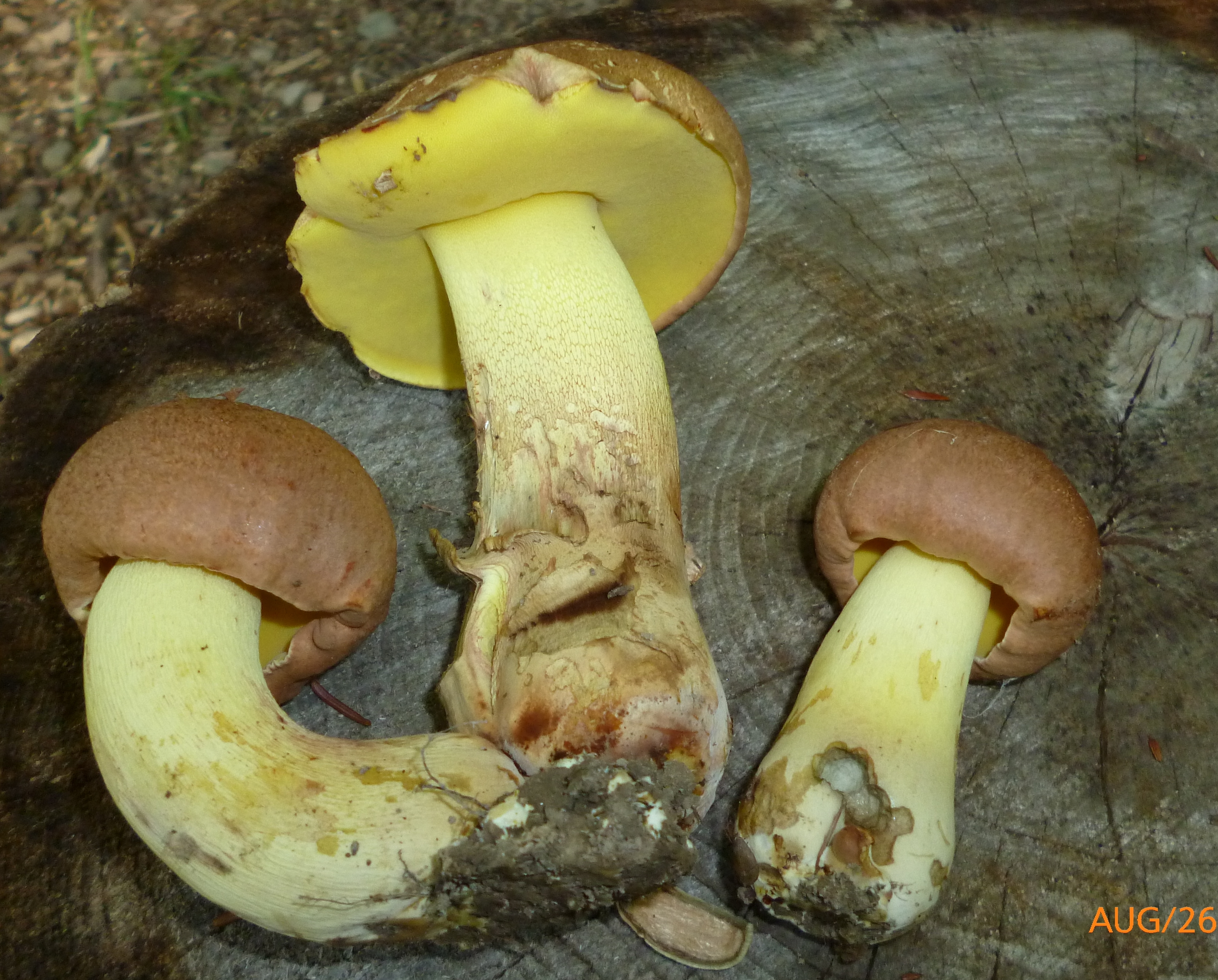
Butyriboletus taughannockensis